# Johann Gerhard Schervier

Johann Gerhard Schervier 1813

Johann Gerhard Schervier (* 4. Januar 1743 in Aachen; † 2. Juli 1826 ebenda) war ein deutscher Unternehmer und Politiker. Er war Vater von Johann Heinrich Schervier und Großvater von Franziska Schervier.

## Leben
Schervier wurde 1743 als jüngstes von 6 Kindern in Aachen geboren. Sein aus Eilendorf eingewanderter Vater Simon Schervier war Kupferschläger und Vorsteher der Kupferschlägerzunft, der damals 162 Kupferschlägermeister und 154 Kupferschläger angehörten. Seine Mutter Anna Theresia von Thenen entstammte einer der angesehensten Aachener Bürgerfamilien. 1757 begann Schervier mit der Lehre des Kupferschlägerhandwerks, die er 1762 mit Erwerb des Meisterbriefes abschloss. 1763 heiratete er Maria Elisabeth Thielen, die ebenfalls Tochter eines Kupferschlägermeisters war. Mit ihr bekam er in den folgenden Jahren 10 Kinder.
Zusammen mit seinem Schwiegervater Petrus Thielen baute er die Kupferschlägerwerkstatt zielstrebig zu einer Fabrikation aus. Um von seinen Lieferanten unabhängig zu werden, machte er 1780 den Versuch, die durch den Wegzug der protestantischen Kupfermeister in Aachen erloschene Messingindustrie wieder neu zu beleben und beantragte die Errichtung von Schmelzöfen auf dem „Templergraben negst dem Schweinemarkt“. Nahe dabei, an der mittleren Stadtmauer, betrieb er seine Kupfermühle, in der u. a. Kupferkessel für verschiedenste Funktionen, Schüsseln, Messinglaternen, Tür- und Torbeschläge u. a. in einfachen wie auch künstlerisch verzierten Ausführungen hergestellt wurden. Da er jedoch auf Dauer nicht gegen die Stolberger Fabriken konkurrieren konnte, gab er schließlich den Betrieb in Aachen auf und verlegte ihn zur Buschmühle. 1807 zog Schervier sich von den Geschäften zurück und übertrug seine Anteile an der Firma seinen beiden Söhnen Johann Josef und Johann Heinrich Schervier. Der vormalige Kupferhof wurde wenige Jahre später als Tuchfabrik umgerüstet, in der sich ab 1830 zunächst die Tuchfabrik Hergett in einem Trakt einquartierte und sich den Gesamtkomplex ab 1839 mit der Tuchfabrik Marx & Auerbach aufteilte.
Neben seinem Beruf war Schervier ehrenamtlich für die Stadt Aachen in verschiedenen Funktionen tätig. 1782 wurde er zum Großratsherrn gewählt und 1785 wurde er zum bürgerlichen Leutnant berufen. Bei der Besetzung Aachens 1794 durch die Franzosen infolge der französischen Revolution gehörte die Familie mit einem Besitz von 12.800 Reichsthalern zu den vermögenderen Familien der Stadt und musste über die Hälfte ihres Besitzes an die französische Besatzungsmacht abgeben. 1797 wurde Schervier Stadtbaumeister und „Municipalverwalter“, der u. a. die städtischen Löhne auszuzahlen hatte. Nach der französischen Zeit gehörte er ununterbrochen dem Stadtparlament an und nahm an fast allen Sitzungen regsten Anteil.
Johann Gerhard Schervier genoss in hohem Maße das Ansehen eines hervorragenden Bürgers der freien Reichsstadt Aachen. Lange Jahre war er Vorsteher der Kupferschlägerzunft, Mitglied des hohen Rates und Bürgerkapitain der Pont- und Berggrafschaft. Er starb 1826 im Alter von 83 Jahren, 9 Jahre nach seiner Frau und wurde in der Familiengruft auf dem Aachener Ostfriedhof begraben. Auf seinem Totenzettel hieß es: „Der Verblichene durchwanderte in einer rühmlichen Stille seine lange Lebensbahn als wahrer Christ, als tätiger, einsichtsvoller Staatsbürger, als liebevoller, sorgfältiger Hausvater, als besonders gefälliger Menschenfreund. Daher war er allgemein geschätzt, geliebt und sein Andenken wird stets gesegnet bleiben von allen, die ihn kannten.“